# 山口三郎 (海軍軍人)
山口 三郎（やまぐち さぶろう、1889年（明治22年）9月27日 - 1934年（昭和9年）2月1日）は、日本の海軍軍人で海軍航空草創期の搭乗員。海軍随一の空爆の名手であったが、神兵隊事件で内乱予備陰謀罪に問われ検挙された。最終階級は海軍中佐。

## 人物・来歴

### 略歴
海軍兵学校39期。旧米沢藩士族山口源之助の三男として神奈川で生まれる。海軍少将・山口実（海兵36期）は実兄である。1911年（明治44年）7月、中位の成績で海兵を卒業した。伊藤整一、角田覚治、和田操らは同期生である。中尉時代に第6期航空術研究委員に補され、搭乗員となる。英国の航空学校で航空戦術などを学び、航空隊の教員や飛行長、飛行隊長を歴任。優れた後進を多数育成し、その功績は大きかった。1933年（昭和8年）に生起した神兵隊事件では7月７日に首相官邸、警視庁を爆撃する予定であったが、同月11日に延期となるうちに計画が発覚。山口は逮捕され、予審中に死去した。

### 井上日召との関わり
山口が神兵隊事件に参加した背景には、井上日召とのつながりが指摘されている。井上の長兄は海兵33期出身の井上二三雄中佐であるが、井上中佐は山口に操縦技術を教えた教官であった。また海軍青年将校運動の指導者であった藤井斉は井上と盟約を結んでいたが、山口の教え子である。山口に参加を勧誘した前田虎雄は、井上日召とは満鉄従業員養成所以来の仲で、神兵隊事件の首謀者の一人である本間憲一郎と前田、井上は血盟三人男の異名があった。

### 人物
- 山口は海軍時代に多くの逸話を残した。昭和天皇が東京駅を利用した際、同駅上空は飛行禁止であったが直上でなければ構わないと判断して、様々な操縦技術を披露した。東京駅に奉迎に出向いていた海相・大角岑生に海軍省に招致され叱責を受けている[2]。柔道に優れ[4]、イタリア人整備士たちからは"タイガーコマンダー"と呼ばれる豪傑振りを発揮[2]。山口について源田實は「海軍航空の全員から敬慕された人」[4]、草鹿龍之介は、「太平洋戦争に参加していれば一方の旗頭であったはず」とその人物を惜しんでいる[2]。
- 1916年3月20日、日本水産会主催の海事博覧会開会式に海軍機を飛ばすことになった際、当時駆け出しの航空術研究委員だった山口たち6期生も後部座席に同乗飛行することになった。しかし、飛ばす機体は3機しかなく、同乗者をくじ引きで決めることにした。山口は頓宮基雄機関大尉にくじ引きで負け、頓宮機関大尉は先輩である阿部新治中尉操縦の機体に乗って式典に参加した。無事に展示飛行も終わって帰路の途中、虎ノ門上空で阿部機はダウンバーストに巻き込まれて空中分解を起こし、阿部中尉と頓宮機関大尉は殉職するという出来事があった。[5]
- 1931年、チャールズ・リンドバーグが来日中に自宅にて鰻重を振る舞ったという逸話がある。[6]

### 歌
山口が即席で大漁歌をもじって作った歌は、搭乗員たちに愛唱された。

### 補職
- 艦隊航空隊分隊長
- 若宮航空長
- 赤城飛行長
- 横須賀海軍航空隊分隊長、飛行隊長
- 霞ヶ浦海軍航空隊教官、飛行隊長
- 佐世保海軍航空隊飛行隊長
- 大村海軍航空隊副長
- 横須賀海軍工廠航空機実験部員
- 海軍航空技術廠飛行実験部員